# سكباوية
السكباوية أو السانيكولاوية (الاسم العلمي: Saniculeae) هي قبيلة من النباتات تتبع الفصيلة الخيمية من رتبة الخيميات.

## أجناس السانيكولاوية
- السكب (جنس)
- القرصعنة